# Hernádbűdi vár
A hernádbűdi vár először 1867-ben, Rómer Flóris leírásában szerepelt mint árokkal körülvett őskori erőd.

## Fekvése
Hernádbűdtől északkeletre a Gata nevű széles dombháton találhatók maradványai.

## Leírása
A várat többféle néven is említik: Hernádbűd-Gata, Gibárt-Várdomb, Gibárt földvár. Jelenleg Hernádbűdhöz tartozik. Rómer Flóris után többen is kutatták: 1869-ben Szilágyi Ferenc, majd Csoma József említi. 1888-ban pedig Szendrei János már cserepeket, agancskalapácsot és egyéb őskori leleteket is említ Bűdről. Később, a 20. század elején többen foglalkoztak a várral, 1910-ben Csoma József részletes leírásában méreteit is megadta, de leleteit még ő is kőkorinak tartotta, bár megállapításai szerint a bronzkorban is használták, s ő is megemlítette a várdomb oldalában a két teraszt és a fennsík szélén a kősáncot. A földvár területén végzett későbbi terepbejárások alkalmával is kizárólag bronzkori leletek kerültek elő.
Az egykori földvár és környéke ma szántóföld, miáltal a földvárat mára csaknem teljesen szétszántották. A terület felszínén azonban ma is sok őskori cserép található. Az egykori földvár bronzkori jellegzetességére Kalicz Nándor hívta fel a figyelmet, megfigyelései szerint az erődített várhoz egy nagyobb nyílt telep is csatlakozott, ezeket egymástól mély árok választotta el. Ez az elrendezés a bronzkori földváraknál gyakran fellelhető.
A földvár és a hozzá csatlakozó nyílt telep korát Kalicz Nándor fent említett legújabb kormeghatározása alapján a kora bronzkori hatvani kultúra időszakába helyezhetjük. A földvár középkori felhasználásáról hiteles adatok nem találhatók.